# Erwin Reisner
Erwin Reisner (n. 19 martie 1890, Viena – d. 1966, Berlin) a fost un scriitor, filosof și teolog german.

## Biografie
A fost ofițer în perioada 1914-1918.
În 24 august 1932 a susținut disertația de absolvire la Marburg, apoi s-a întors la Viena, unde în 1937 a fost numit secretar general al Comitetului pentru Evrei, o misiune a Consiliului Internațional al Misiunilor, cu sediul în Wien VI., Liniengasse 2a.
Din 1945 a devenit lector la Kirchliche Hochschule din Berlin, iar în 1949 profesor.
S-a pensionat în 1960.

## Lucrări
- Der blaue Pokal (Pocalul albastru), Sibiu, 1923
- Die Erlösung im Geist. Das philosophische Bekenntnis eines Ungelehrten, Viena, Lepzig, 1924
- Das Selbstopfer der Erkenntnis. Eine Betrachtung über die Kulturaufgabe der Philosophie, München, Berlin, 1927
- Die Geschichte als Sündenfall und Weg zum Gericht. Grundlegung einer christlichen Metaphysik der Geschichte, 1929
- Der Dämon und sein Bild, Frankfurt am Main, 1949
- Kennen, Erkennen, Anerkennen
- Der Baum des Lebens
- Das Buch mit den sieben Siegeln
- Glaube, Hoffnung, Liebe
- Krankheit und Gesundung
- Der begegnungslose Mensch
- Die Juden und das Deutsche, Reich Erlenbach-Zurich u. Stuttgart : Rentsch, (1966)